# Мицутеру Уешиба
Мицутеру Уешиба  (Ueshiba Mitsuteru, јап. 植芝 充央; 27. јун 1981) јапански је мајстор аикида и син тренутног аикидо дошуа, Моритеру Уешибе (Ueshiba Moriteru). У складу са иемото системом у аикиду, Мицутеру Уешиба ће наследити свога оца на позицији дошуа након дошуове смрти. Поред тога, он је и праунук Морихеија Уешибе, оснивача аикидоа.

## Биографија
Митсутеру Уешиба је рођен 27. јуна 1981. године у Токију. Син је садашњег дошуа Моритеру Уешибе, унук другог дошуа Кишомару Уешибе (Ueshiba Kisshomaru) и праунук оснивача аикида Морихеија Уешибе. Он је од априла 2010. године је био доџо-чо (управник)  Ивама доџоа, који се налази у префектури Ибараки, а од 1. априла 2012. године доџо-чо Хомбу доџоа. Осим тога, предаје на Универзитету Тохоку, Универзитету Софија, Националној академији одбране и од јануара 2017. на Универзитету Гакусхуин. Митцутеру Уешиба је често познат под називом Вака-Сенсеи  (јап. 若先生). Овај израз примењиван је и на Моритеру Уешиби када је други дошу Кишoмару Уешиба још увек био жив. У буквалом преводу Вака (Waka) значи млад, међутим, у овом се случају израз Вака односи на наследника (јап. 後継者), особу која ће наставити водити аикидо након смрти свога оца (у овом случају он ће бити следећи дошу). Године 2010. први пут је посетио Русију, учествовао и одржао мајсторску класу на Међународном фестивалу аикидоа у Москви, а 2013. био је амбасадор на светским играма борилачких вештина које су одржане у Санкт Петербургу.
За Мицутеру Уешибу је аикидо пут којим се тренира свој ум и своје тело. Док се примењују и примају технике, треба се поштовати особа са којом се вежба. Сматра да је његов највећи изазов у животу тај  да се побрине да аикидо буде исправно схваћен од стране многих аикидока широм света. Верује да аикидо нема временско ограничење и да би требало да увек будемо свесни сами себе и тренирамо дуго до савршенства. Сваки аикидока мора да поштује другог аикидоку у доџоу.
Оженио се Кеико Кусано (Kusano Keiko) 2. марта 2008, а свечана церемонија је одржана 22. јуна 2008, уз учешће старијих Аикикаи инструктора.